# Melanargia leda
Melanargia leda är en fjärilsart som beskrevs av John Henry Leech 1891. Melanargia leda ingår i släktet Melanargia och familjen praktfjärilar. Inga underarter finns listade i Catalogue of Life.